# Agitator (Band)
Agitator ist eine deutsche Rechtsrock-Band aus Göttingen.

## Geschichte
Die Band wurde im Januar 2004 gegründet. In ihren Texten glorifiziert die Band die NS-Ideologie, jedoch immer ohne dabei strafrechtlich relevanten Äußerungen von sich zu geben. Agitator war mit dem Lied Fußballrandale auf dem anlässlich der Fußballweltmeisterschaft 2006 produzierten Tonträger Zu Gast bei uns – Der Fußballsampler vertreten. Der Sampler verherrlicht Hooligans und Gewalt. Die Staatsanwaltschaft Bremen leitete u. a. gegen Agitator ein Verfahren wegen der öffentlichen Aufforderung zu Straftaten und Volksverhetzung ein.
Agitator tritt immer wieder bei rechtsextremen Veranstaltungen auf, u. a. beim Landesparteitag der Thüringer NPD im Jahr 2005 und dem Deutsche-Stimme-Pressefest der NPD im Jahr 2006 mit ca. 7.000 Besuchern.
2005 spielten Agitator gemeinsam mit den Bands Die Lunikoff Verschwörung, Odins Law, English Rose und Gegenschlag auf dem NPD-Landesparteitag im Pößnecker Schützenhaus vor weit über 1000 Neonazis.
Das Bandmitglied Tino Schubert hatte sich im Februar 2009 den Namen „Hardcore“ beim Patentamt als Wortmarke gesichert, was in der linken Szene für erheblich Aufruhr sorgte. Schubert ist auch Gründungsmitglied der Neonazi-Band Hauptkampflinie (HKL) und Inhaber des Neonaziversands Der Versand. Schubert und Oliver Keudel spielten zusammen mit Hannes Ostendorf, einem Gründungsmitglied der Szenengröße Kategorie C, in dem Bandprojekt Kategorie C – Hungrige Wölfe (auch KC – Hungrige Wölfe).
Gitarrist und Sänger Oliver Keudel tritt bei „Balladenabenden“ und Kundgebungen auch solo auf. Agitator spielten auch bei einer Nazi-Demonstration im Oktober 2006 für den inhaftierten Landser-Sänger Michael „Lunikoff“ Regener in Berlin. Dabei wurde Keudel wegen Volksverhetzung festgenommen, da die Band unter anderem das Lied Ich bleib Nazi für alle Zeit spielte.
Die Fans der Band stammen großteils aus der gewaltbereiten radikalen rechten Szene. Zu ihnen gehört u. a. der Brandstifter und wegen Mordversuchs angeklagte Dennis L. aus Lauenstein. Er gehörte zu dem Trio, das 2015 einen Brandsatz in die Wohnräume einer schlafenden Flüchtlingsfamilie in Salzhemmendorf warf.

## Diskografie
- 2004: Amalek 2 (Split-CD mit Die Lunikoff Verschwörung und Kraftschlag, WB Versand)
- 2004: Deutschschwedisches Freikorps (Split-CD mit Nothung, WB Versand)
- 2005: A Very White X-mas... (Split-CD mit Nordwind, Wotan Records)
- 2005: Die Straßen frei (WB Versand)